# Competicions base de l’hoquei patins a Catalunya
Les competicions base de l'hoquei patins a Catalunya són les competicions organitzades per la Federació Catalana de Patinatge on participen tots els equips federats d'hoquei patins de Catalunya menys els equips que estan a l'OK Lliga o a l'OK Plata. Les competicions de base van des de la més petita, a partir dels cinc anys, fins a la més gran, formada pels sèniors.
La temporada 2022-23 va batre el rècord d'inscripcions d'equips arribant als 1.330. L'increment més important es produeix en les categories femenines. A banda dels equips de veterans, van competir-hi un total de 192 equips sènior masculins, 61 sèniors femenins, 903 equips de base mixtes i 143 equips femenins de base.
Tal com passa en les categories més professionals, l'hoquei patins de base català ha encapçalat històricament les competicions estatals. Entre els anys 2000 i 2017, d'un total de 80 campionats d'Espanya de les categories de promoció (divuit en les júnior, juvenil, infantil i aleví, i vuit de la sub-16 femení) els equips catalans en van guanyar 74.

## Categories
Hi ha categories femenines i categories masculines. Les femenines són:
Minifem, Fem 11, Fem 13, Fem 15, Fem 17, Segona Catalana Femenina, Primera Catalana Femenina i Nacional Catalana Femenina.
I les masculines són:
Prebenjamí, Benjamí, Aleví, Infantil, Juvenil, Junior, Tercera Catalana, Segona Catalana, Primera Catalana, Nacional Catalana i Veterans.
Entre les competicions hi ha diferents copes i lligues disputades en les categories seniors, i són les següents:
- Lliga Catalana Plata, on participen tots els equips d'OK Plata.

- Lliga Catalana Femenina, on participen tots els equips catalans de l'OK Lliga femenina.

- Copa Generalitat, on disputen els quatre millors equips de Nacional Catalana corresponents a la primera fase (primer i segon classificat de cada grup).

- Copa Generalitat Femenina, on disputen els quatre millors equips de Nacional Catalana Femenina corresponents a la primera fase (primer i segon classificat de cada grup).

També entren els campionats de seleccions territorials de les categories Fem 15 i Infantil, on participen les seleccions d'Andorra, Tarragona, Lleida, Girona, Barcelona A i Barcelona B.